# Rivière Abitibi
Pour les articles homonymes, voir Abitibi (homonymie).
La rivière Abitibi est un cours d'eau du nord-est de l'Ontario, au Canada et un affluent de la rivière Moose.

## Géographie

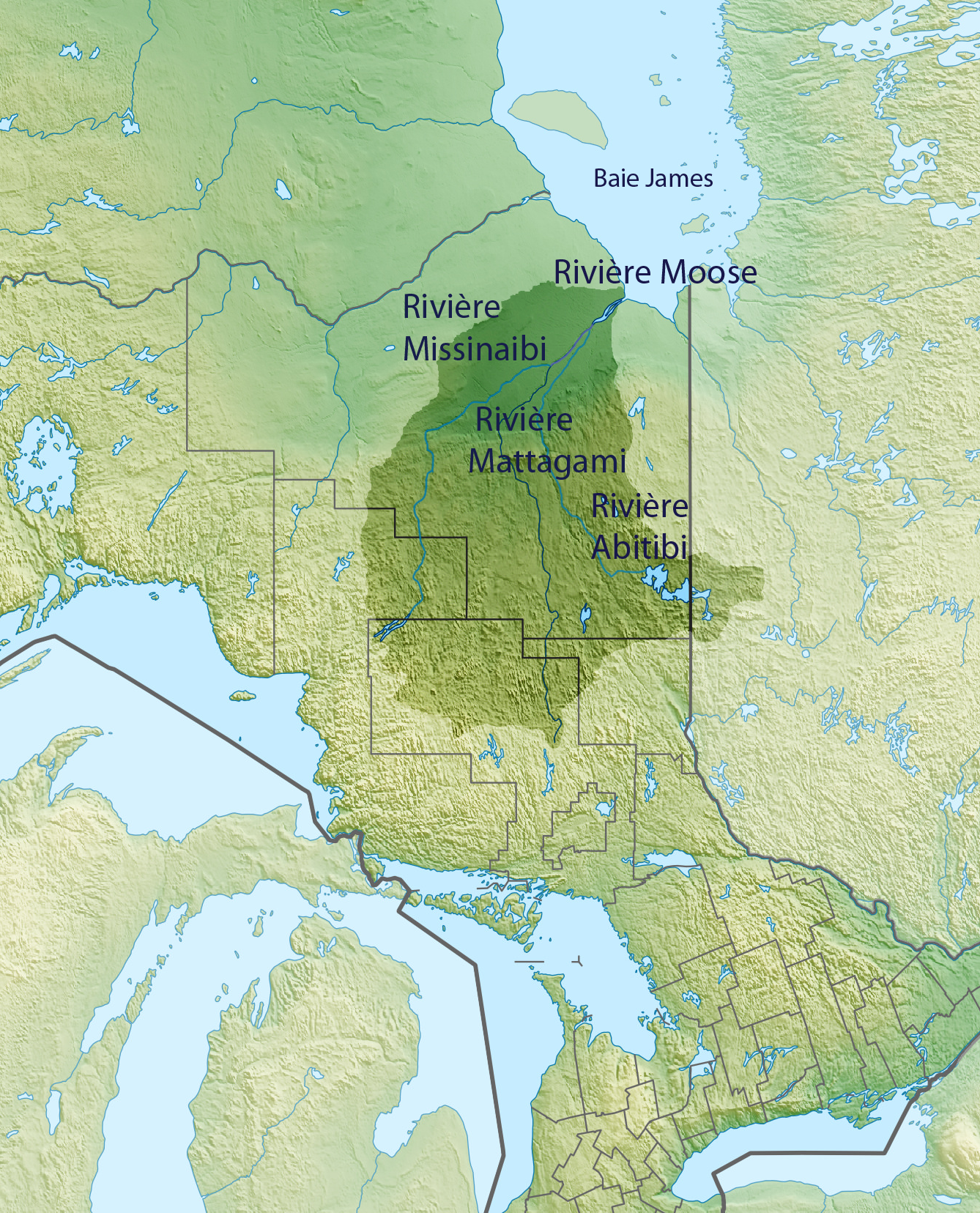
Bassin versant de la Moose

Longue de 540 km, la rivière Abitibi coule en direction du nord-ouest à partir du lac Abitibi et termine sa course dans la rivière Moose. Elle traverse plusieurs villes ontariennes dont Iroquois Falls, où elle est interrompue par les chutes qui ont donné leur nom à la ville (en anglais, Falls signifie chutes).

### Villes traversées
- South Dundas
- Iroquois Falls
- Island Falls
- Coral Rapids

### Principaux affluents
- Rivière Little Abitibi
- Rivière Frederick House
- Black River
- Rivière Stango
- Ruisseau Edwards
- Rivière Sucker

## Histoire
Autrefois une importante route pour la traite des fourrures pour la Compagnie de la Baie d'Hudson, elle fut plus récemment utilisée par l'industrie forestière régionale pour transporter du bois vers les scieries.

## Production hydroélectrique

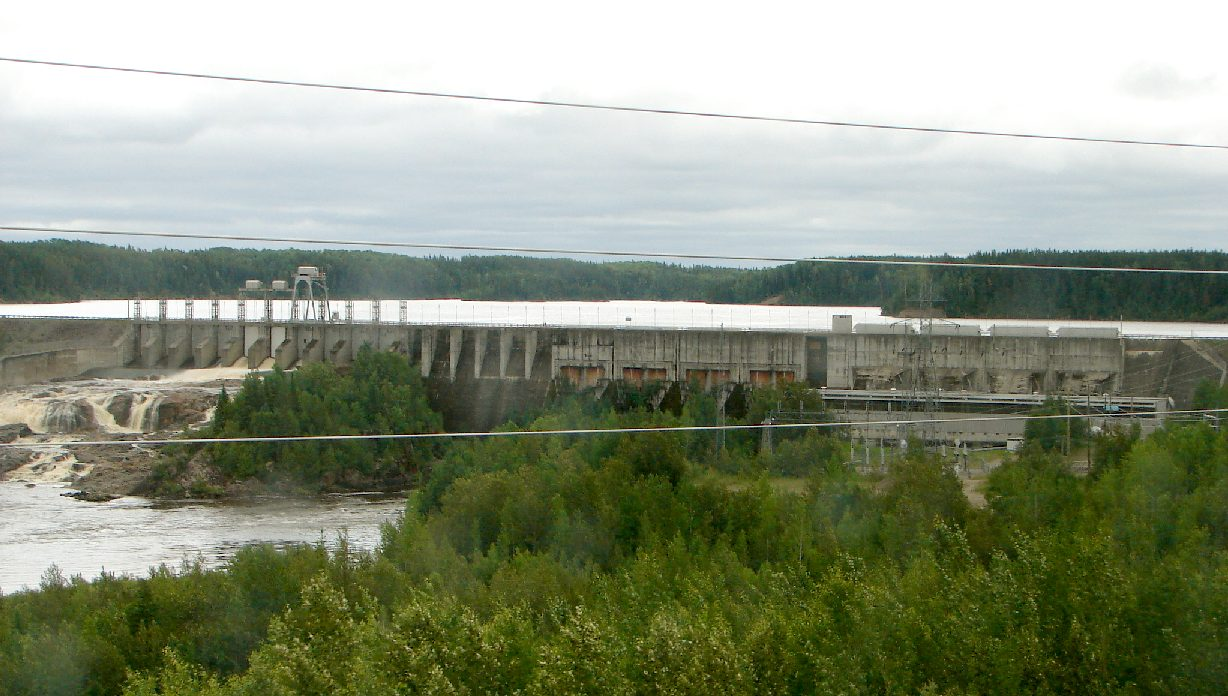
Barrage et centrale d'Otter Rapids

Deux barrages hydroélectriques sont construits sur la rivière : la station Long Sault Rapids et la station Abitibi Canyon.